# Índice de resistencia arterial
Uno de los valores más difundidos de la ecografía dúplex vascular es el índice de resistencia desarrollado por Léandre Pourcelot el cual refleja la resistencia al flujo arterial originado por el lecho microvascular distal al sitio de la medición. Se emplea en arterias que no tienen flujo reverso, el valor máximo que puede alcanzarse es igual a uno.
La fórmula de este instrumento es: (Velocidad sistólica máxima - Velocidad diastólica final) / Velocidad sistólica máxima